# Gnana Pool
Der Gnana Pool ist ein natürlicher See im Norden des australischen Bundesstaates Western Australia.
Der See liegt im Verlauf des Yeeda River und wird von ihm gespeist. Wenn er voll ist, erstreckt er sich über eine Fläche von 4 Hektar.
In der Nähe befindet sich die Stadt Derby und die Dörfer Looma und Beagle Bay.